# Frisk vand til Capri
Frisk vand til Capri er en dansk virksomhedsfilm fra 1978 instrueret af Ingolf Boisen.

## Handling
Filmen indledes med turistbilleder. Derefter fortælles om Nordisk Kabel og Tråds armerede, fleksible undervands-vandledning til Capri.